# 泉川正幸
泉川 正幸（いずみかわ まさゆき、1971年1月22日 ）は、日本の元バレーボール選手（元全日本主将）、指導者。

## 来歴
東京都立川市出身。日本体育大学時代にはインカレで活躍。
1989年、大学1年の時に日本代表に初選出される。
1992年、大学4年の時にバルセロナ五輪に出場する。
1993年、ユニバーシアードで金メダルを獲得した。
大学卒業後、東レに入社。東レアローズでは、レフトプレイヤーとして、すぐに中心選手として活躍。第26回日本リーグでベスト6と新人賞を獲得、ベスト6に3年連続選出された。泉川の東レ入りで、東レは強力チームとなった。現役選手時代の背番号は8番。
1998年の世界選手権、1999年のワールドカップでは、怪我のため日本代表に選出されなかった。
2001年、ワールドグランドチャンピオンズカップでは、日本代表の主将を務めた。
2004年、黒鷲旗全日本バレーボール選手権大会を最後に引退した。
2005年から2006年にかけて、日本代表チームコーチを務めた。
2006年、チャレンジリーグのジェイテクトSTINGSでコーチ兼任として復帰した（2008年より監督兼任選手）。堅実な守り（レシーブ）とバックアタックを打てるプレーヤーとして活躍し、2008年1月26日長岡市（長岡北部体育館）で行われたつくばユナイテッド戦でも随所に豪快なアタックを見せた。背番号は33。
2012年7月、トヨタ車体クインシーズの監督に就任。
2016年6月、監督を退いてトヨタ車体のGMに就任した。
2019年4月より朝日大学バレーボール部監督に就任。
2024年、朝日大学バレーボール部監督に梅野聡が就任し、自身は総監督に就任。大学リーグには部長として登録。

## 人物
- 愛称のピートの由来は同姓のプロゴルファー、泉川ピートから。
- 実娘はアイドルグループX21元メンバーの泉川実穂。

## 球歴
- 1989年 全日本インカレ
- 1990年 世界選手権、ワールドリーグ、全日本インカレ
- 1991年 ワールドカップ、ワールドリーグ、アジア選手権、全日本インカレ、ユニバーシアード
- 1992年 オリンピック、ワールドリーグ、全日本インカレ
- 1993年 ワールドリーグ、アジア選手権、ユニバーシアード（優勝）
- 1994年 世界選手権、ワールドリーグ、アジア大会
- 1995年 ワールドカップ、ワールドリーグ、アジア選手権
- 1996年 ワールドリーグ
- 1997年 ワールドリーグ、アジア選手権
- 1999年 アジア選手権
- 2001年 ワールドグランドチャンピオンズカップ
- 2002年 アジア大会
- 2003年 ワールドリーグ

## 受賞歴
- 1992年 第26回日本リーグベスト6・新人賞
- 1993年 第27回日本リーグベスト6
- 1994年 第1回Vリーグベスト6
- 1998年 第5回Vリーグ敢闘賞

## 所属チーム

### 選手
- 関東高校（現聖徳学園高校）
- 日本体育大学
- 東レアローズ（1993-2004年）
- ジェイテクトSTINGS（2006-2012年）

### 指導者
- 日本代表（2005-2006年）
- ジェイテクトSTINGS（2006-2012年）
- トヨタ車体クインシーズ（2012-2017年）
- 朝日大学バレーボール部（2019年-）

## テレビ出演
- 笑っていいとも!（1996年3月5日） - テレフォンショッキング・ゲスト
- オールスター感謝祭'98 超豪華!クイズ決定版 この春お待たせ特大号（1998年3月28日、TBS系）
- GO!オスカル!X21（2014年1月25日、テレビ朝日）